# Asclepias densiflora
Asclepias densiflora är en oleanderväxtart som beskrevs av Nicholas Edward Brown. Asclepias densiflora ingår i släktet sidenörter, och familjen oleanderväxter. Inga underarter finns listade i Catalogue of Life.